# Прокул Геганій Мацерін
Проку́л Гега́ній Мацері́н (? — після 440 року до н. е.) — політичний, державний та військовий діяч Римської республіки, консул 440 року до н. е.

## Життєпис
Походив з патриціанського роду Геганіїв. Син Тита Геганія Мацеріна, консула 492 року до н. е. Про молоді роки мало відомостей. 
У 440 році до н. е. його було обрано консулом разом з Луцієм Мененієм Агріппою Ланатом. За час його каденції у Римі розпочався голод. Цим скористався багатий вершник Спурій Мелій. Він в Етрурії закупив зерно, яке почав за безцінь продавати населенню, здобувши цим значний авторитет й популярність, схотівши повалити владу і стати царем. Прокул Геганій не зміг завадити зростанню впливу Спурія Мелія в Римі. Край цьому зуміли покласти лише наступні консули — Агріппа Мененій Ланат та Тит Квінкцій Капітолін Барбат. За цих обставин було призначено диктатора 80-річного Луція Квінкція Цинцінната, який наказав своєму заступнику — начальнику кінноти Гаю Сервілію Структу Агалі вбити Спурія Мелія, що той і зробив особисто.
Подальша доля Прокула Геганія невідома.